# Иркир
Иркир — село в Тымовском городском округе Сахалинской области России.
Расположено в 44 км от районного центра.
Название произошло от нивх. Ыркыр «крутой берег».

## Население
| 2002 | 2010 | 2021 |
| ---- | ---- | ---- |
| 131  | ↘86  | ↘45  |

По переписи 2002 года население — 131 человек (69 мужчин, 62 женщины). Преобладающая национальность — русские (93 %).